# Those Kinda Nights
"Those Kinda Nights" é uma canção gravada pelo rapper norte-americano Eminem com participação do músico inglês Ed Sheeran para o décimo primeiro trabalho de estúdio do primeiro, Music to Be Murdered By (2020). Esta marca a terceira colaboração entre os artistas, após "River" (2017) e "Remember the Name" (2019). O tema foi composto por ambos artistas juntamente com David Doman, Fred Gibson, Luis Resto e A. Byrne, com Eminem, Doman e Fred tendo ficado encarregues da produção e arranjos. Aquando do lançamento inicial de Music to Be Murdered By em janeiro de 2020, "Those Kinda Nights" conseguiu entrar nas tabelas músicas de vários países devido a um forte registo de downloads em plataformas digitais e enorme actividade de streaming em redes sociais.

## Desempenho nas tabelas musicais
| País — Tabela musical (2020)                                  | Posição de pico |
| ------------------------------------------------------------- | --------------- |
| Austrália — ARIA Top 100 Singles Chart                        | 25              |
| Áustria — Ö3 Austria Top 40                                   | 37              |
| Canadá — Top 100 Songs (Billboard)                            | 22              |
| Dinamarca — Top 40 Singles (Tracklisten)                      | 29              |
| Escócia — Official Scottish Singles Sales Chart Top 100 (OCC) | 19              |
| Eslováquia — Singles Digitál Top 100 (CÑS IFPI)               | 21              |
| Estados Unidos — Top 100 Songs (Billboard)                    | 31              |
| Estados Unidos — Hot R&B/Hip-Hop Songs (Billboard)            | 17              |
| Estados Unidos — Rap Songs (Billboard)                        | 13              |
| Estados Unidos — Top 100 Songs (Rolling Stone)                | 10              |
| Finlândia — Top 20 Singles (Suomen virallinen lista)          | 8               |
| França — Top Singles 50 (SNEP)                                | 115             |
| Irlanda — Official Irish Singles Chart Top 50 (IRMA)          | 20              |
| Itália — Top 100 Singles (FIMI)                               | 37              |
| Nova Zelândia — Top 40 Singles Chart (RMNZ)                   | 30              |
| Noruega — Top 40 Singles Chart (VG-lista)                     | 15              |
| Países Baixos — Single Top 100 (MegaCharts)                   | 49              |
| Portugal — Single Top 200 (AFP)                               | 68              |
| Reino Unido — Official Singles Chart Top 100 (OCC)            | 12              |
| República Tcheca — Singles Digitál Top 100 (CÑS IFPI)         | 23              |
| Suíça — Top Singles Top 75 (Schweizer Hitparade)              | 12              |
| Suécia — Top Singles Top 100 (Sverigetopplistan)              | 20              |
| União Europeia — Euro Digital Song Sales (Billboard)          | 13              |